# مفاعل التسخين النووي

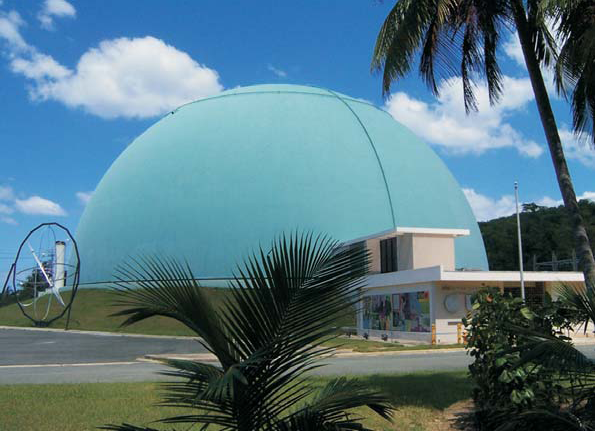
مفاعل التسخين النووي

مفاعل التسخين النووي والمعروف أيضا للسكان المحليين باسم «القبب» هي منشأة نووية تم إيقاف تشغيلها في رينكون بمقاطقة بورتوريكو حيث تم إدراجها في السجل الوطني الأمريكي للأماكن التاريخية في عام 2007.

## نبذة
كان مفاعل التسخين النووي أو بونس (BONUS) نموذج أولي كان هدفه هو تقييم الجدوى الاقتصادية والتقنية لمفهوم التسخين المتكامل المغلي.
بدأ بناء مفاعل التسخين النووي في عام 1960 وكان للمفاعل أول تفاعل من سلسلة نووية محكومة في 13 أبريل 1964. في سبتمبر 1965 تم تحقيق التشغيل الكامل للطاقة مع 50 ميغاواط من الطاقة الحرارية ودرجات حرارة البخار 900 درجة فهرنهايت (482 درجة مئوية).

## الإغلاق
تم إنهاء تشغيل مفاعل التسخين النووي في يونيو 1968 بسبب الصعوبات الفنية والحاجة اللاحقة لتعديلات عالية التكلفة أوقفت هيئة الموارد المائية في بورتوريكو تشغيل المفاعل بين عامي 1969 و 1970 وأثناء وقف التشغيل تم نقل جميع المواد النووية الخاصة (الوقود) وبعض المكونات النشطة (مثل قضبان التحكم والألواح) من الجزيرة إلى البر الرئيسي للولايات المتحدة وجميع أنظمة الأنابيب تم غسلها ودخل قلب المفاعل والمكونات الداخلية المرتبطة داخل الدرع البيولوجي في الخرسانة وتم تطهير النظم خارج القبة.
وضعت العديد من المواد الملوثة والمنشطة في غرفة المضخة الدورانية الرئيسية أسفل أوعية الضغط وتم إجراء إزالة التلوث العام للمفاعل بهدف تلبية معايير الاستخدام غير المقيد في جميع المناطق التي يمكن الوصول إليها من المبنى.
المواد المشعة المتبقية التي بقيت في الهيكل كانت معزولة أو محمية لحماية زوار الموقع والعمال. خلال السنوات اللاحقة تم تحديد المزيد من التلوث الإشعاعي في أجزاء من المبنى، ونفذت أنشطة تنظيف إضافية في التسعينيات وأوائل الألفية الثانية.